# Найти Форрестера
«Найти Форрестера» (англ. Finding Forrester) — американский драматический фильм режиссёра Гаса Ван Сента 2000 года.

## Сюжет
Фильм рассказывает о юном Джамале Уоллесе (Роб Браун), талантливом баскетболисте с задатками литературного дарования. Со своими друзьями во время игры в баскетбол он всегда замечает, как кто-то, кого они называют «Глазом», смотрит на них из окна углового дома, но никогда не выходит из квартиры. Ночью, проиграв спор с друзьями, Джамал через балкон пролезает в квартиру Глаза, чтобы украсть драгоценные вещи, но оказывается, что хозяин квартиры все это время стоял в комнате, и Джамал, убегая в испуге, забывает там свою сумку, где хранились тетради с записями. Эту сумку Глаз выбрасывает из окна под ноги Джамалу, который обнаруживает в тетрадях множество интереснейших, очень профессиональных комментариев к своим записям. Джамал решается пойти к Глазу и попросить того о новых комментариях, но терпит неудачу. На следующий день Джамалу предлагают бесплатно учиться в частной школе, способной развить таланты парня, и он соглашается. Он снова идет к Глазу с несколькими записями, и хозяин квартиры впускает его, но затем с оскорблениями выставляет за дверь. Однако снова вписывает свои комментарии в тетрадь Джамала.
На одной из лекций в новой школе профессор Кроуфорд (Ф. Мюррей Абрахам) рассказывает о писателе Уильяме Форрестере, прославившемся своим дебютным романом, за который он был удостоен Пулитцеровской премии. Во время обеда подруга Джамала Клер Спенс (Анна Пэкуин), знакомившая его с новой школой, показывает фотографию молодого Уильяма Форрестера, и Джамал узнает в нём Глаза (Шон Коннери). Он бежит в библиотеку почитать биографию Форрестера. Выясняется, что знаменитый Уильям Форрестер ничего больше не публиковал и дальнейшая судьба его неизвестна. Придя в очередной раз к Глазу, он спрашивает, почему тот не написал больше ни одной книги. Форрестер приходит в бешенство от любопытства Джамала, но соглашается помочь мальчику в развитии его литературного мастерства.
Джамал пишет эссе и представляет его на литературный конкурс. Но и в баскетболе у него большие успехи; благодаря Уоллесу команда школы побеждает во множестве матчей, и это становится поводом для профессора Кроуфорда, с первых же занятий относившегося к чернокожему баскетболисту с недоверием и плохо скрываемым презрением, подозревать его в том, что тот написал работу для конкурса не сам, а с чьей-то помощью. Джамала вызывают на факультет по поводу его текста, начало которого совпадает с опубликованной когда-то статьёй Уильяма Форрестера, обвиняют в плагиате и аннулируют оценку. Между Уильямом и Джамалом, рассказавшим, что он воспользовался статьёй, случается разлад.
Джамала предупреждают об отчислении из частной школы, он перестает ходить к Уильяму. Однажды, пока Джамал спал, его брат Тэррел (Баста Раймс) замечает на столе конверт, на котором написано: «Уильяму», и относит его Форрестеру.
Во время оглашения студентами своих конкурсных работ, на котором Джамал обязан присутствовать, несмотря на предстоящее неминуемое отчисление, Уильям неожиданно появляется в зале, просит слова, представляется и с разрешения удивлённого Роберта Кроуфорда зачитывает с кафедры блестящее эссе о человеке, потерявшем семью, но нашедшем друга, которому все присутствующие внимают с восхищением. Когда чтение заканчивается, совершенно заворожённая аудитория некоторое время хранит молчание, аплодисменты начинаются после длинной паузы. Но почти сразу, очень неожиданно для профессора Кроуфорда, выясняется, что автор этого сочинения не знаменитый Уильям Форрестер — великолепный по форме, умный, тонкий, сдержанный текст принадлежит его другу, 16-летнему Джамалу Уоллесу, которого лишили возможности выступить с ним самому. Форрестер заявляет, что сам предложил Джамалу начать его конкурсную работу с фрагмента своей статьи. Кроуфорд пытается сдержать вспыхнувшую овацию, но это совершенно безнадёжно.
Выслушав живого классика, руководство факультета немедленно освобождает Джамала от рассмотрения на заседании совета вопроса о его «плагиате» и отчислении.
Уильям решает вернуться на родину, в Шотландию, и уезжает из города. В выпускном классе к Джамалу приходит адвокат Сандерсон (Мэтт Деймон), официальный представитель Форрестера, чтобы сообщить, что тот скончался от рака, и выполнить последнюю волю Уильяма — передать Джамалу ключи от завещанной ему квартиры, письмо и пачку машинописных листов — второй и последний роман Уильяма Форрестера «Закат». На титульном листе рукописи Джамал обнаруживает пометку: «Предисловие должно быть написано Джамалом Уоллесом».
Фильм заканчивается сценой, в которой Джамал с друзьями играет в баскетбол на той же площадке под окнами квартиры «Глаза».

## В ролях
| Актёр             | Роль                      |
| ----------------- | ------------------------- |
| Шон Коннери       | Уильям Форрестер          |
| Роб Браун         | Джамал Уоллес             |
| Ф. Мюррей Абрахам | профессор Роберт Кроуфорд |
| Анна Пэкуин       | Клер Спенс                |
| Busta Rhymes      | Тэррел Уоллес             |
| Эйприл Грейс      | мисс Джойс                |
| Майкл Питт        | Джон Колридж              |
| Мэтт Деймон       | адвокат Сандерсон         |

## Саундтрек
Звуковая дорожка фильма составлена из контрастных джазовых композиций Майлза Дэвиса и Орнетта Коулмана 60-х и 70-х годов и оригинальной музыки, написанной Биллом Фриселлом. По оценке рецензента AllMusic, саундтрек представляет собой «убедительную смесь» с «искусным сочетанием винтажного и современного джаза» (хотя «мечтательные» композиции Фриселла выглядят «немного неуместными») и обеспечивает фильму «ещё один уровень целостности».
| №   | Название                                  | Автор(ы)                                                  | Длительность |
| --- | ----------------------------------------- | --------------------------------------------------------- | ------------ |
| 1.  | «Recollections»                           | Джо Завинул                                               | 18:51        |
| 2.  | «Little Church»                           | Гермето Паскаль                                           | 3:15         |
| 3.  | «Black Satin»                             | Майлз Дэвис                                               | 5:15         |
| 4.  | «Under a Golden Sky»                      | Билл Фриселл                                              | 2:06         |
| 5.  | «Happy House»                             | Орнетт Коулман                                            | 9:45         |
| 6.  | «Over the Rainbow (Photo Book)»           | Гарольд Арлен, "Йип" Харбург                              | 2:30         |
| 7.  | «Lonely Fire [Excerpt]»                   | Майлз Дэвис                                               | 5:21         |
| 8.  | «Over the Rainbow/What a Wonderful World» | Гарольд Арлен, "Йип" Харбург, Боб Тиль, Джордж Дэвид Вайс | 5:07         |
| 9.  | «Vonetta»                                 | Уэйн Шортер                                               | 5:34         |
| 10. | «Coffaro's Theme»                         | Билл Фриселл                                              | 4:25         |
| 11. | «Foreigner in a Free Land»                | Орнетт Коулман                                            | 1:19         |
| 12. | «Beautiful E.»                            | Билл Фриселл                                              | 3:24         |
| 13. | «In a Silent Way [DJ Cam Remix]»          | Джо Завинул                                               | 5:05         |

## Премии и награды
- 2001 — Берлинский кинофестиваль:
  - Приз гильдии немецкого арт-хауса (победитель);
  - Золотой медведь (номинант)

## Отзывы
На сайте-агрегаторе Rotten Tomatoes фильм имеет рейтинг 74 % на основании 128 критических отзывов.